# Фильтр Габора
Фильтр Габора — линейный электронный фильтр, импульсная переходная характеристика которого определяется в виде гармонической функции, помноженной на гауссиан. При цифровой обработке изображений этот фильтр применяется для распознавания границ объектов.
Из-за свойства соответствия свёртки во временной области умножению в частотной области, преобразование Фурье импульсной передаточной характеристики фильтра Габора является свёрткой преобразований Фурье гармонической функции и гауссиана.
{\displaystyle g(x,y;\lambda ,\theta ,\psi ,\sigma ,\gamma )=\exp \left(-{\frac {x'^{2}+\gamma ^{2}y'^{2}}{2\sigma ^{2}}}\right)\cos(2\pi {\frac {x'}{\lambda }}+\psi )}
где {\displaystyle x'=x\cos \theta +y\sin \theta \,,} {\displaystyle y'=-x\sin \theta +y\cos \theta \,.}
В этом уравнении {\displaystyle \lambda } представляет собой длину волны множителя-косинуса, {\displaystyle \theta } определяет ориентацию нормали параллельных полос функции Габора в градусах, {\displaystyle \psi } — сдвиг фаз в градусах и {\displaystyle \gamma } — коэффициент сжатия, характеризующий эллиптичность функции Габора.
Фильтры Габора напрямую связаны с вейвлетами Габора, так как они могут быть сконструированы путём ряда сжатий и вращений. Пространство Габора (свёртка фильтра с сигналом) часто применяется в различных приложениях обработки изображений, в частности, для распознавания радужной оболочки в биометрических системах безопасности и в
автоматизированных системах контроля доступа на основании распознавания отпечатков пальцев.

## Алгоритм построения одномерного фильтра Габора
Для построения одномерного фильтра Габора применяется формула:

{\displaystyle G(x)=\exp \left(-{\frac {x^{2}}{2\sigma ^{2}}}\right)\cos(2\pi \theta x)},
где:
- {\displaystyle \sigma } — стандартное отклонение Гаусового ядра, определяющее амплитуду функции;
- {\displaystyle \theta } — частота колебаний, определяемая как {\displaystyle \theta ={\frac {1}{T}}}, где:
- {\displaystyle T} — период функции {\displaystyle \cos(2\pi \theta x)}.

Чем больше {\displaystyle \sigma }, тем более пологий вид примет функция. Чем меньше {\displaystyle \sigma }, тем более острый пик получится в результате построения графика функции.
Приведённая выше функция экспоненты обладает свойствами нормального распределения случайной величины. Согласно правилу трёх сигм, практически все значения экспоненты лежат в интервале {\displaystyle [-3\sigma ;3\sigma ]}. Для анализа сигналов, значения функции рассчитываются в указанных пределах.
- Косинус, экспонента и их композиция в функцию Габора
- Зависимость функции {\displaystyle G(x)} от {\displaystyle \sigma }
- Зависимость функции {\displaystyle G(x)} от {\displaystyle \theta }

## Обработка одномерного сигнала фильтром Габора
Каждая точка входного сигнала {\displaystyle F(x)} преобразуется в соответствующую точку выходного сигнала {\displaystyle F^{'}(x)}, путём усреднения значений входного сигнала {\displaystyle F(t)} по области {\displaystyle t\in [x-{\frac {n}{2}},x+{\frac {n}{2}}]}, с учётом весовых коэффициентов {\displaystyle G(i)} формулы Габора. 
{\displaystyle F^{'}(x)={\frac {1}{n}}\sum _{i=1}^{n}F(x-{\frac {n}{2}}+i)\cdot G(i)}

где:
{\displaystyle F(x)} — входное значение сигнала в точке {\displaystyle x},
{\displaystyle F^{'}(x)} — выходное значение сигнала в точке {\displaystyle x},
{\displaystyle G(i)} — значение функции Габора, {\displaystyle i\in [0,n]}.

## Алгоритм построения двумерного фильтра Габора
Для построения двумерного фильтра Габора применяется формула: 
{\displaystyle G(x,y)=\exp \left(-{\frac {1}{2}}\left[{\frac {x_{\phi }^{2}}{\sigma _{x}^{2}}}+{\frac {y_{\phi }^{2}}{\sigma _{y}^{2}}}\right]\right)\cos(2\pi \theta x_{\phi })}
{\displaystyle x_{\phi }=x\cos(\phi )+y\sin(\phi )}
{\displaystyle y_{\phi }=-x\sin(\phi )+y\cos(\phi )}
где:
{\displaystyle \sigma _{x},\sigma _{y}} — стандартные отклонения гауссова ядра, по осям {\displaystyle x} и {\displaystyle y}, определяющие растянутость фильтра по осям,
{\displaystyle \theta } — частотная модуляция фильтра,

{\displaystyle \phi } — пространственная направленность фильтра, определяющая его ориентацию относительно главных осей.

## Обработка двумерного изображения фильтром Габора
Обработка изображения фильтром Габора достигается путём усреднения значений обрабатываемого изображения по некоторой области в каждой точке. Соответственно, наложение фильтра Габора на изображение имеет вид:

{\displaystyle I^{'}(x,y)={\frac {1}{n^{2}}}\sum _{i=1}^{n}\sum _{j=1}^{n}I(x-{\frac {n}{2}}+i,y-{\frac {n}{2}}+j)\cdot G(i,j)}

где:

{\displaystyle I(x,y)} — интенсивность исходного изображения в точке {\displaystyle (x,y)},

{\displaystyle I^{'}(x,y)} — интенсивность нового изображения в точке {\displaystyle (x,y)},

{\displaystyle G(i,j)} — значение функции Габора, {\displaystyle i\in [0,n],j\in [0,n]}.

Если отбросить синусоидальную составляющую функции в фильтре Габора, он выродится в фильтр Гауссова размытия (Gaussian Blur). Поэтому очевидно, что эти два фильтра имеют практически одинаковый алгоритм применения, различающийся в некоторых деталях.

Из формулы Габора видно, что фильтр зависит от частоты и направления квазипериодической структуры изображения. Поэтому перед применением фильтра необходимо построить частотное и ориентационное поля для текущего изображения. Обычно для упрощения задачи рассчитывается средняя частота изображения, которая считается неизменной в каждой точке.

Для построения поля направлений может применяться несколько способов, наиболее быстрым из которых является дифференциальный метод, позволяющий построить четырёхградационное поле направлений.

Таким образом, имея частоту и 4 направления, предварительно строятся 4 фильтра Габора, по одному на каждое направление. После чего в каждой точке изображения происходит свертка фильтра с изображением по определённой области, что дает выходное значение нового изображения.

Фильтр Габора эффективен при обработке изображений со структурной избыточностью, имеющих квазипериодическую структуру. К ним относятся дактилоскопические изображения, изображения кристаллограмм и интерферрограмм. В живой природе подобный окрас нередко встречается у зебр, различных кошачьих (тигры, рыси, дымчатые коты), птиц (тетерева), рыб (лепоринус полосатый) и прочих представителей флоры и фауны.

## Пример реализации
Вот пример реализации фильтра Габора для пакета Matlab:
```
function
 
gb
 
=
 
gabor_fn
(
sigma_x, theta, lambda, psi, gamma
)

sz_x
 
=
 
fix
(
6
 
*
 
sigma_x
);
                    
% исходя из значения сигмы получили размер ядра

sz_x
 
=
 
sz_x
 
-
 
mod
(
sz_x
,
2
)
 
+
 
1
;
              
% если четное - делаем нечетным

sz_y
 
=
 
fix
(
6
 
*
 
sigma_x
 
/
 
gamma
);
            
% исходя из значения сигмы и коэф. сжатия получили второй размер ядра

sz_y
 
=
 
sz_y
 
-
 
mod
(
sz_y
,
2
)
 
+
 
1
;
              
% если четное - делаем нечетным

[
x
 
y
]
 
=
 
meshgrid
(
-
fix
(
sz_x
/
2
):
fix
(
sz_x
/
2
),
 
fix
(
-
sz_y
/
2
):
fix
(
sz_y
/
2
));
   
% задали область определения

% Поворот

x_theta
 
=
 
x
*
cos
(
theta
)
 
+
 
y
*
sin
(
theta
);

y_theta
 
=
 
-
x
*
sin
(
theta
)
 
+
 
y
*
cos
(
theta
);

gb
 
=
 
exp
(
-
.5
 
*
 
(
x_theta
.^
2
/
sigma_x
^
2
 
+
 
gamma
^
2
*
y_theta
.^
2
/
sigma_x
^
2
))
*
 
cos
(
2
 
*
 
pi
*
 
x_theta
./
lambda
  
+
 
psi
);
 
% ядро

```